# 加拿大金條

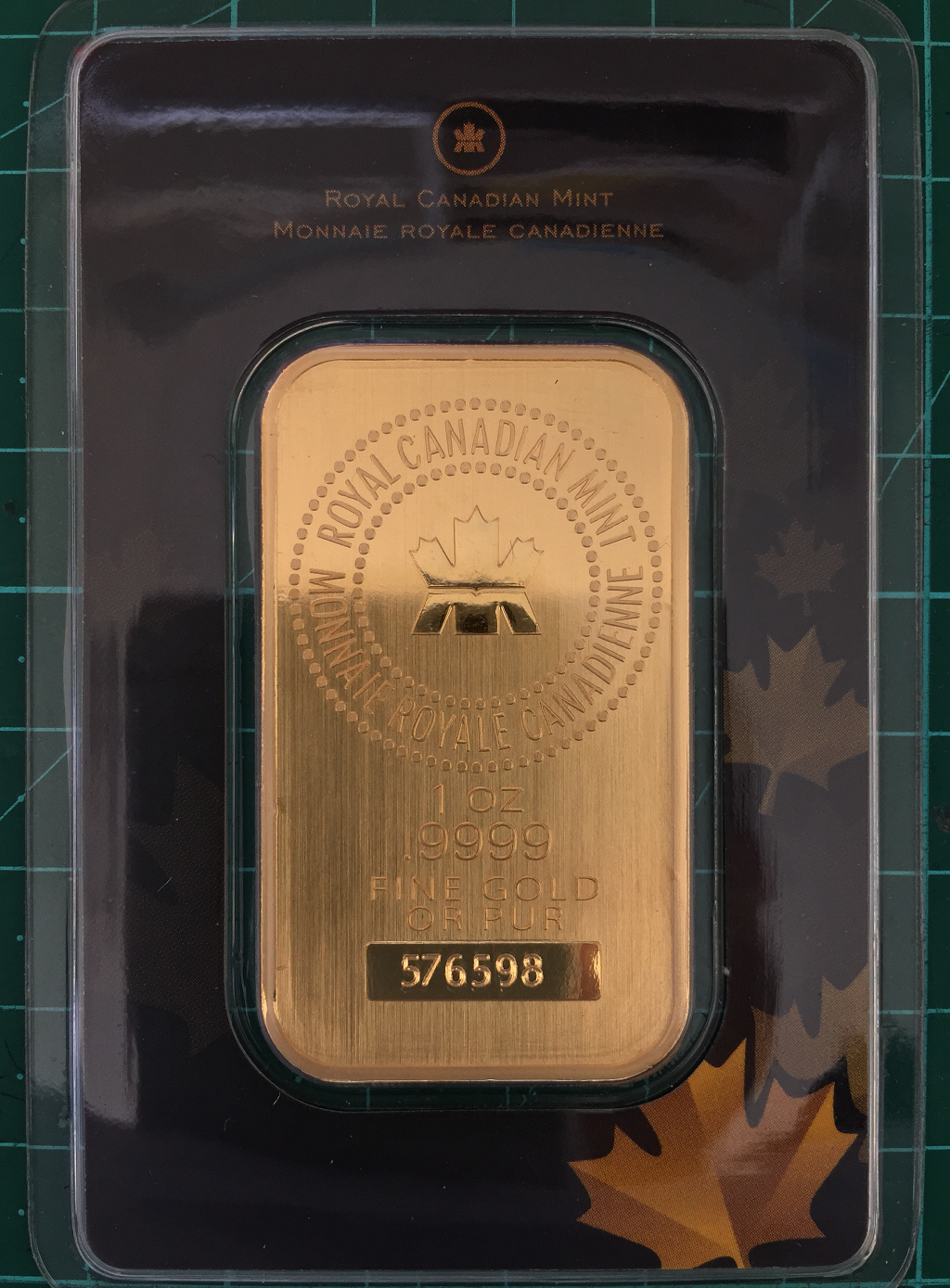
加拿大1盎司金條的正面設計。

加拿大金條是由皇家加拿大鑄幣廠（Royal Canadian Mint）所鑄造的黃金收藏產品。目前由該鑄幣廠製造的金條有兩種：1金衡盎司和1公斤，兩者的純度同樣是99.99%。

## 包裝和設計

### 1盎司
每一條1盎司的金條都有原廠密封包裝密封保存，包裝的正面上方寫上「Royal Canadian Mint」和一個楓葉標誌，右邊亦有楓葉圖案作為美化；背面同樣有廠號和標誌，包裝下方清楚說明金條的規格。
密封包裝擁有凹凸面的特色（正面凸出，背面凹陷），所以可以將多個金條堆疊在一起。一般不建議將膠套剪去，否則可能難以轉售。
- 包裝大小：96 x 65 毫米[2]
- 金條大小：50 x 29 x 1.14 毫米[2]

金條的設計可以說和加拿大銀條相同，正面的上方有楓葉標誌，有英文字和圓點圍繞著，下方標明重量（1 oz）、純度（9999）、「FINE GOLD OR PUR」和獨立編號；背面是重覆的楓葉標誌，唯獨中間的標誌是鏡面效果。
市場中，1盎司金條可以單件出售，或者是一套25條連塑料盒出售。
在加拿大鑄幣廠官方網站中，這嚴格上不是稱為金條，而是Gold Wafer（黃金晶片）。

#### 新設計
在2016年開始，金條增加了防偽特徵，加上了直線條紋和雷射微型記號，大大降低偽造的可能性。

### 1公斤
與1盎司不同，1公斤金條只有使用「密實袋」，並沒有密封包裝。
- 金條大小：111 x 50.8 x 9.5 毫米[4]

設計和100盎司加拿大銀條大致相同，上方有楓葉標誌，旁邊有英文字和圓點圍繞著，下方有列明金條重量（1 KILO）、「GOLD」、純度（999.9）和獨立編號。
1公斤的加拿大金條有原廠膠箱的版本，膠箱上方印有楓葉標誌，裡面可裝載34條金條，重34公斤。

## 外部連結
- 加拿大官方網站資料 （页面存档备份，存于）
- YouTube 介紹影片 （页面存档备份，存于）